# Ministerie van Landbouw en Plattelandsontwikkeling (Polen)
Het Ministerie van Landbouw en Plattelandsontwikkeling (Pools: Ministerstwo Rolnictwa i Rozwoju Wsi) is een ministerie van de Poolse overheid. Het werd opgericht in oktober 1999. Polen kende voorheen het Ministerie van Landbouw en Levensmiddeleneconomie (1989-1999) en het Ministerie van Landbouw (1944-1989), dat door de jaren heen verschillende namen heeft gehad.

## Ministers vanaf 1989

### Minister van Landbouw, Bosbouw en Levensmiddeleneconomie
- Czesław Janicki (ZSL, daarna PSL) (12 september 1989 - 20 december 1989)

### Minister van Landbouw en Levensmiddeleneconomie
- Czesław Janicki (ZSL, daarna PSL) (20 december 1989 - 6 juli 1990)
- Mieczysław Stelmach, waarnemend (6 juli 1990 - 14 september 1990)
- Janusz Byliński (partijloos) (14 september 1990 - 14 december 1990)
- Adam Tański (partijloos) (12 januari 1991 - 5 december 1991)
- Gabriel Janowski (PSL-PL) (23 december 1991 - 8 april 1993)
- Janusz Byliński (PSL-PL), waarnemend (april 1993 - juli 1993)
- Jacek Janiszewski (SLCh), waarnemend (juli 1993 - oktober 1993)
- Andrzej Śmietanko (PSL) (26 oktober 1993 - 1 maart 1995)
- Roman Jagieliński (PSL) (4 maart 1995 - 10 april 1997)
- Jarosław Kalinowski (PSL) (24 april 1997 - 17 oktober 1997)
- Jacek Janiszewski (SKL) (31 oktober 1997 - 26 maart 1999)
- Artur Balazs (SKL) (26 maart 1999 - 19 oktober 1999)

### Minister van Landbouw en Plattelandsontwikkeling
- Artur Balazs (SKL) (19 oktober 1999 - 19 oktober 2001)
- Jarosław Kalinowski (PSL) (19 oktober 2001 - 3 maart 2003)
- Adam Tański (partijloos) (3 maart 2003 - 2 juli 2003)
- Wojciech Olejniczak (SLD) (2 juli 2003 - 31 mei 2005)
- Józef Jerzy Pilarczyk (SLD) (31 mei 2005 - 31 oktober 2005)
- Krzysztof Jurgiel (PiS) (31 oktober 2005 - 5 mei 2006)
- Andrzej Lepper (Samoobrona) (5 mei 2006 - 22 september 2006)
- Jarosław Kaczyński (PiS), waarnemend (22 september 2006 - 16 oktober 2006)
- Andrzej Lepper (Samoobrona) (16 oktober 2006 - 9 juli 2007)
- Jarosław Kaczyński (PiS), waarnemend (9 juli 2007 - 31 juli 2007)
- Wojciech Mojzesowicz (PiS) (31 juli 2007 - 16 november 2007)
- Marek Sawicki (PSL) (16 november 2007 - 26 juli 2012)
- Donald Tusk (PO), waarnemend (26 juli 2012 - 31 juli 2012)
- Stanisław Kalemba (PSL) (31 juli 2012 - 17 maart 2014)
- Marek Sawicki (PSL) (17 maart 2014 - heden)